# DaMarcus Beasley
DaMarcus Lamont Beasley (n. 24 mai 1982) este un fotbalist american care joacă pentru Puebla din Liga MX. Joacă pe postul de extremă.

## Legături externe
- DaMarcus Beasley la Soccerbase
- DaMarcus Beasley pe site-ul FIFA (arhivat)
- DaMarcus Beasley – pe site-ul UEFA